# Messier 47
M47 (Messier 47, NGC 2422 of NGC 2478) is een open sterrenhoop in het sterrenbeeld Achtersteven (Puppis). Het hemelobject werd ontdekt door Giovanni Batista Hodierna vóór 1654 en door Charles Messier herontdekt in 1771 en vervolgens door hem opgenomen in zijn lijst van komeetachtige objecten als nummer 47.
M47 ligt ongeveer 1600 lichtjaar van de Aarde en meet 12 lichtjaar in diameter. Er zijn zo'n 50 sterren in deze sterrenhoop, de helderste is van magnitude 5,7.